# Кубок Першого каналу 2008
Третій Кубок Першого каналу проходив у Ізраїлі з 23 до 31 січня 2008 року. На відміну від попереднього року, в турнірі брали участь чемпіон Ізраїлю «Бейтар» та сербський клуб «Црвена Звезда». Головним матчем на турнірі вважається протистояння київського «Динамо» та московського «Спартака».
У стартовому матчі кубку донецький «Шахтар» розгромив єрусалимський «Бейтар» з рахунком 3:0. Вже на другій хвилині бразильський півзахисник Фернандінью відкрив рахунок. На 57-й хвилині після розіграшу кутового автором другого голу став поляк Маріуш Левандовський, а на останній хвилині Олексій Гай після флангової подачі встановив остаточний рахунок.
Володарем Кубка Першого каналу 2008 року стало київське «Динамо».

## Група А
| № | Команда             | І | В | Н | П | М     | О |
| - | ------------------- | - | - | - | - | ----- | - |
| 1 | «Шахтар» (Донецьк)  | 2 | 2 | 0 | 0 | 6 — 1 | 6 |
| 2 | «Бейтар» (Єрусалим) | 2 | 1 | 0 | 1 | 1 — 3 | 3 |
| 3 | ЦСКА (Москва)       | 2 | 0 | 0 | 2 | 1 — 4 | 0 |

### Матчі
| Результати    |                  |          |           |          |
| Дата          | Місце проведення |          | Результат |          |
| 23 січня 2008 | — Єрусалим       | «Бейтар» | 0:3       | «Шахтар» |
| 27 січня 2008 | — Тель-Авів      | ЦСКА     | 1:3       | «Шахтар» |
| 29 січня 2008 | — Єрусалим       | ЦСКА     | 0:1       | «Бейтар» |

## Група B
| № | Команда            | І | В | Н | П | М     | О |
| - | ------------------ | - | - | - | - | ----- | - |
| 1 | «Динамо» (Київ)    | 2 | 1 | 1 | 0 | 4 — 1 | 4 |
| 2 | «Спартак» (Москва) | 2 | 1 | 0 | 1 | 5 — 5 | 3 |
| 3 | «Црвена Звезда»    | 2 | 0 | 1 | 1 | 3 — 6 | 1 |

### Матчі
| Результати    |                  |                    |           |                    |
| Дата          | Місце проведення |                    | Результат |                    |
| 24 січня 2008 | — Тель-Авів      | «Спартак» (Москва) | 0:3       | «Динамо»           |
| 26 січня 2008 | — Рішон-ле-Ціон  | «Динамо»           | 1:1       | «Црвена Звезда»    |
| 28 січня 2008 | — Тель-Авів      | «Црвена Звезда»    | 2:5       | «Спартак» (Москва) |

## Фінал
| 31 січня 2008 |

| «Шахтар»                                     | 2:2 (д. ч., п. 2:3) | «Динамо»                   |
| -------------------------------------------- | ------------------- | -------------------------- |
| Фернандінью, 86' (п.) Фернандінью, 118' (п.) | Чемпіонат.ру        | Юссуф, 90+3' Шацьких, 105' |

| Стадіон: «Блумфілд», Тель-Авів Глядачів: 7000 Суддя: Массімо Бузакка |

Шахтар:
Шуст
(Пятов, 46),
Шевчук
(Гай, 72),
Єзерський
(Вілліан, 46),
Кучер,
Гладкий
(Луїс Адріану, 46),
Дуляй
(Жадсон, 68)
(Кравченко, 99),
Фернандінью,
Левандовський
(Гюбшман, 46),
Ілсінью,
Брандао,
Срна

Гол. тренер: Мірча Луческу

Динамо:
Шовковський,
Корреа,
Допілка,
Гіоане,
Гусєв,
Кравець
(Мілевський, 63),
Михалик,
Несмачний
(Федорів, 46),
Нінкович
(Алієв, 89),
Ребров
(Шацьких, 79),
Юссуф

Гол. тренер: Юрій Сьомін

 Юссуф, 22'; Федорів, 70'; Брандао, 90+2'; Хюбшман, 93'; Алієв, 109'; Срна, 109'; Гай, 113'; Шацьких, 114'; Фернандіньо, 119'

 Федорів, 102'; Гіоане, 109'; Срна, 111'

## Бомбардири
- Фернандінью («Шахтар») — 4

Ще 20 футболістів забили по одному голу.